# 김종학
김종학(金鍾學, 1951년 11월 5일 ~ 2013년 7월 23일)은 대한민국의 TV 프로듀서, 영화 제작자이다. 대표작으로 《여명의 눈동자》 (MBC), 《모래시계》 (SBS) 등이 있다.

## 생애
충청북도 제천 출생으로, 4남 4녀 중 7번째로 태어났다. 휘문고등학교에 입학, 1966년 전국고교연극대회에서 우수상을 수상하였다. 경희대학교 신문방송학과를 나온 후 1977년 MBC에 입사했다. 범죄 추리극으로 유명했던 《수사반장》(1981년)이 첫 작품이다. 1991년 《여명의 눈동자》가 최고 시청률 58.4%를 기록할 정도로 큰 인기를 끌며 스타 PD 반열에 올려놓았다. 1995년 MBC를 떠나 제작사 제이콤을 설립하고 처음 제작한 《모래시계》가 '귀가시계'로 불리며 최고 시청률 64.5%까지 오르면서 폭발적인 인기를 끌어 당시 신생 방송사였던 SBS가 자리를 잡는 데 큰 역할을 했다. 1999년 김종학 프로덕션을 설립했다.
2013년 7월 23일 분당의 고시텔에서 연탄가스를 이용해 자살했다. 김종학은 드라마 출연료 미지급과 관련해 배임 및 횡령, 사기 혐의와 관련해 서울 영등포경찰서와 강남경찰서의 조사를 받아왔다. 검찰이 사전구속영장을 청구했지만 영장실질심사에 참석하지 않은 것으로 확인됐다. 영등포경찰서는 "대상자가 사망했기 때문에 해당 사건은 공소권 없음으로 종결될 예정이다"라고 전했다. 경기도 성남 영생원 메모리얼 파크에 안장됐다.

## 학력
- 경희대학교 신문방송학과 학사

## 작품

### 연출
MBC
- 1981년 《수사반장》
- 1983년 《광대가》
- 1983년 《3840 유격대》
- 1983년 《다산 정약용》
- 1983년 《고산자 김정호》
- 1984년 《인간의 문》
- 1984년 《조선총독부》
- 1984년 《동토의 왕국》
- 1984년 《일곱송이 장미》
- 1985년 《영웅시대》
- 1986년 《북으로 간 여배우》
- 1986년 《회천문》
- 1986년 《남한산성》
- 1987년 《퇴역전선》
- 1988년 《선생님 우리 선생님》
- 1988년 《우리읍내》
- 1988년 《인간시장》
- 1989년 《황제를 위하여》
- 1989년 《제5열》
- 1991년 《여명의 눈동자》
- 2007년 《태왕사신기》
- 《황금시대》
- 《사랑찬가》
- 《하얀거탑》
- 《H.I.T》
- 《태왕사신기》
- 《이산》
- 《베토벤 바이러스》

SBS
- 1995년 《모래시계》
- 1998년 《백야 3.98》
- 1999년 《고스트》(민병천 공동 연출)
- 2001년 《신화》
- 2002년 《대망》
- 2012년 《신의》(유작)
- 《아름다운 날들》
- 《선물》
- 《유리구두》
- 《별을 쏘다》
- 《흥부네 박 터졌네》
- 《햇빛 쏟아지다》
- 《첫사랑》
- 《좋은사람》
- 《슬픈연가》
- 《패션 70's》
- 《남자가 사랑할 때》
- 《루루공주》
- 《서동요》
- 《봄날》
- 《내 인생의 스페셜》
- 《사랑하는 사람아》

KBS
- 《풀하우스》
- 《로즈마리》
- 《오 필승 봉순영》
- 《해신》
- 《안녕하세요 하느님》
- 《웃는 얼굴로 돌아보라》
- 《포도 밭 그 사나이》
- 《달자의 봄》
- 《인순이는 예쁘다》
- 《넌 어느 별에서 왔니》
- 《아빠 셋 엄마 하나》

### 영화 제작
- 《인샬라》
- 《산부인과》

## 수상 경력
- 한국방송대상 연출상 - 인간의 문 (1984)
- 한국방송대상 작품상 - 동토의 왕국 (1984), 여명의 눈동자 (1992)
- 제20회 백상예술대상 TV부문 연출상 - 동토의 왕국 (1984)
- 제28회 백상예술대상 TV부문 연출상 - 여명의 눈동자 (1992)
- 제31회 백상예술대상 TV부문 연출상 - 모래시계 (1995)
- 제31회 백상예술대상 TV부문 드라마작품상 - 모래시계 (1995)
- 제39회 백상예술대상 TV부문 연출상 - 대망 (2003)
- 경실련/시청자가 뽑은 올해의 드라마 - 대망 (2003)
- PD연합회대상 작품상 - 대망 (2003)
- 경희언론 문화인상 (2006)
- MBC 연기대상 공로상 - 태왕사신기 (2007)
- 제26회 한국PD대상 공로상 (2014)

## 기타
- 작품을 꿰뚫는 연출력과 현장 장악력으로 드라마를 이끌어 카리스마 있는 연출가라는 평가를 받았다.[4]
- 송지나 작가와 1987년 MBC드라마 '퇴역전선'으로 처음 호흡을 맞춘 뒤 '우리읍내', '여명의 눈동자', '모래시계', '대망', '태왕사신기', '신의'까지 모두 7편에서 같이 작업했다. 김종학은 2012년 연합뉴스와 인터뷰에서 송 작가와는 '애증의 관계'라며 "작품 할 때마다 대본 때문에 만날 싸우다 끝날 때는 다시는 보지 말자 맹세하고 돌아서길 몇 번 했는지 모른다"고 말했다.[4]
- 김종학프로덕션에 있을 때 제작자로서 드라마 '베토벤 바이러스', '인순이는 예쁘다', 영화 '인샬라', '산부인과' 등에 참여했다. 연출과 제작을 겸하면서 제작비와 관련한 송사에 종종 휘말렸다.[4]